# Veszprém középkori városrészei
Veszprém középkori városrészeinek elnevezésére az előkerült írásos dokumentumokból, elhelyezkedésükre ugyanezekből, valamint az elvégzett régészeti feltárások eredményeiből következtethetünk. Mivel a török háborúk idején a vár kivételével valamennyiük elpusztult, a középkori és újkori városrészek, illetve elnevezésük között folytonosságról nem beszélhetünk.

## A vár

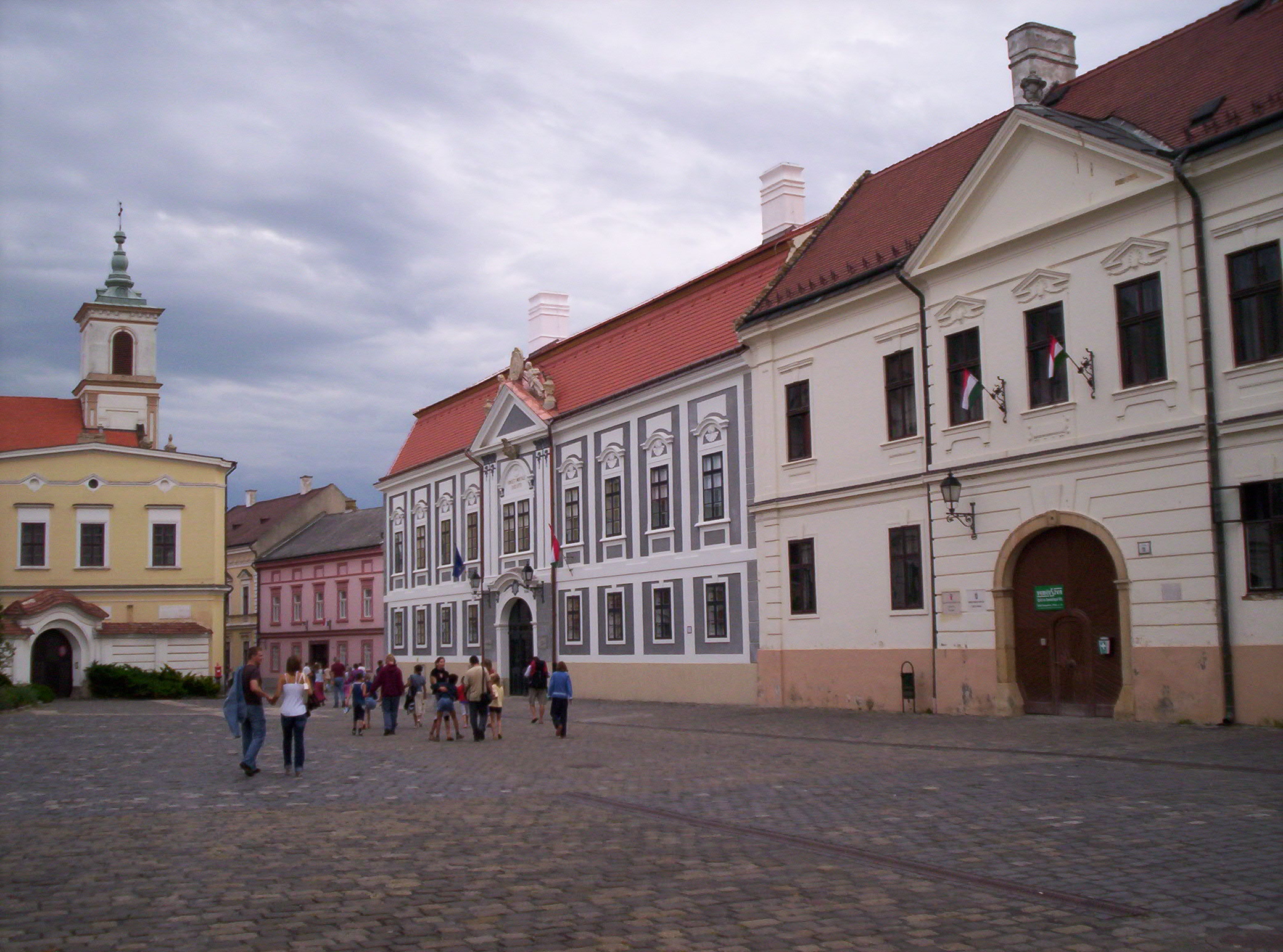
A Szentháromság tér déli és nyugati oldala. Nagyjából ott, ahol a Vár utca elkeskenyedik és a térbe torkollik, vagyis a sárga (Püspöki alkalmazottak háza) és a szürke épület (Dubniczay-palota) közötti szűkület vonalában húzódott a belső és a külső vár közötti árok és átjáró

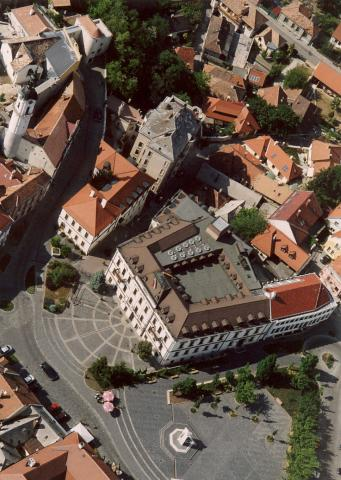
Óváros tér

Veszprém vára, amely feltehetőleg már a honfoglalás előtt is létezett (erről részletesebben lásd: Veszprém története#A vár eredete), a 11. századtól egyszerre szolgált a királyi (ispáni) és a püspöki igazgatás központjaként. 1313-tól a püspök vált a vármegye mindenkori főispánjává, így a két funkció egybemosódott.
A vár kezdetben a mainál kisebb területre, csupán a Várhegy északi részére terjedt ki. A hegy – az északitól akkor még árokkal elválasztott – déli részét a középkor folyamán lépésről lépésre vették birtokba, egyfajta „elővár” alakult ki, amelynek feladata az északi erődítmény és a környező települések védelme volt. Később az északi részt belső, a délit pedig külső várként kezdték emlegetni, közéjük falat és kaput építettek. A két különálló erődítmény egybeépítése csak a török háborúk után történt meg.
A belső vár területén található jelenlegi épületek közül a Szent Mihály-székesegyház, a Gizella-kápolna és a csak romokban fennmaradt Szent György-kápolna középkori eredetű. Ezek elhelyezkedése, valamint feljegyzések arra engednek következtetni, hogy a belső vár északkeleti része, a ma Nagyszemináriumnak nevezett épülettől a székesegyházig terjedő terület lehetett az egyházi-püspöki, az ettől délre eső rész, a mai Érseki palota tágabb környezete pedig a királyi-vármegyei központ. Így az erődítmény nyugati felében maradt hely a katonaság és a várnép házai számára. A külső várban lakóházakon kívül a mai Megyei Bíróság helyén a Mindenszentek tiszteletére szentelt templom, mellette temető létesült.
A külső várból a mai Várkapu környékén a mai Óváros tér felé, míg a belső várból a székesegyház mögötti, a 18. század végén lebontott Kiskapun át a Várhegy és a Benedek-hegy közötti, akkoriban mélyebb árokba vezetett kijárat. Utóbbi árokból két irányba ágazott tovább az út, nagyjából a mai nyugati és keleti várfeljáró helyén. A nyugati ág a középkori Veszprém közlekedési és kereskedelmi központjába vezetett: itt, a Hosszú-völgyben (a mai Jókai utca vonalában) vezető távolsági főútvonal és a Séd találkozásánál vámszedő hely és piac jött létre.

## A szegek
A rendelkezésünkre álló adatok azt sejtetik, hogy a vár körüli, kezdetben önálló települések, a szegek (latin angulus) folyamatosan, a középkor végére váltak Veszprém városrészeivé. A szegek a kereskedelmi útvonalak mentén, a Szentmiklósszeg kivételével a Séd völgyében, illetve az oda vezető lejtőkön jöttek létre; templomaik és temetőik dombok tetején kaptak helyet. Nevüket – a templommal nem rendelkező Sárszeget leszámítva – egyházuk védőszentjéről kapták.

### Szentmiklósszeg
Feltehetőleg a Szentmiklósszeg volt a legősibb a vár körüli települések közül. Ez a városrész a mai Egyetemváros északi, illetve kis részben a belváros déli területeire terjedt ki, a mai Komakút tértől egészen a Megyei Kórházig és az alsóvárosi temető északi feléig. A szeg az Itália felől érkező és Buda felé folytatódó, római eredetű Nagyút, valamint az ebből a hajdani piac felé induló Hosszú (mai Jókai-) utca és a Balatonhoz tartó alacsonyabb rendű utak csomópontjánál jött létre. Központját a Kálvária-domb képezte, amire plébániatemploma is épült (a templomot elsőként 1237-ben említik, feltárt alapfalai jelenleg megtekinthetők).
A területről előkerült 10–11. századi vasolvasztó kemencék, nagyszámú magyar és külföldi pénz, továbbá a már említett stratégiai utak és magának Szent Miklósnak, a középkorban a kereskedők és iparosok védőszentjének tisztelete azt tanúsítják, hogy a települést elsősorban iparosok és kereskedők, továbbá kovácsok, aranyművesek lakták. Elképzelhető, hogy a népesség egy része külföldi (francia, illetve vallon) származású volt: Szent Miklós tiszteletét elsősorban ők terjesztették, a plébániatemplom arányai pedig a felső-rajnavidéki építészet hatásáról vallanak.
Szentmiklósszeget ugyanakkor püspöki mezőgazdasági területként is említik. A városrész birtokosai a püspök, a káptalan, a veszprémvölgyi apácakolostor és nemesek voltak.

### Szentmargitszeg
Az Antiokheiai Szent Margit tiszteletére szentelt templom a Temetőhegyen, ugyanott állt, ahol a mai Szent László-templom, a róla elnevezett városrész pedig ettől délkeletre, a Sédre ereszkedő lejtőn és a patak túlpartján helyezkedett el; területe keletre egészen a piacig terjedt. Bár a szeget elsőként a 13. században említik, a templomdombról település régészeti nyomai már a 10. századból is ismertek. A káptalan által birtokolt Szentmargitszegen 20 kanonoki házról, fürdőről, több malomról és gyümölcsösről tanúskodnak az oklevelek. Itt haladt át a piactérről induló és Pápa felé haladó kereskedelmi útvonal.

### Szentkatalinszeg

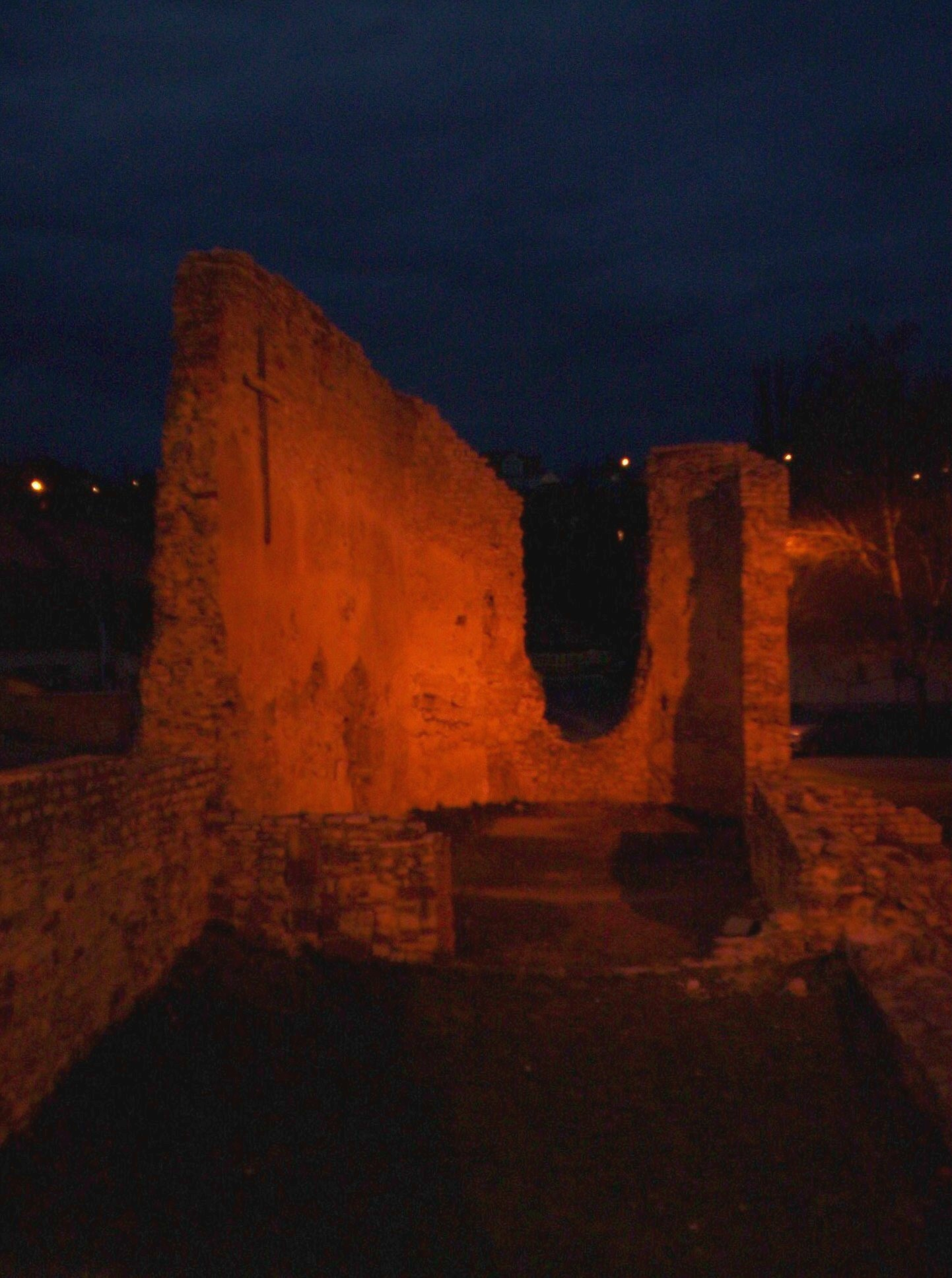
A Szent Katalin Domonkos Apácakolostor romjai (Margit-romok)

Ez a városrész a Szentmargitszegtől keletre, a Benedek-hegytől nyugatra és északra, szintén a Séd partján volt megtalálható. 1240-ben Bertalan veszprémi püspök Domonkos-rendi apácakolostort alapított itt, amely védőszentjének Szent Katalint választotta. A települést ettől fogva a szomszédos Szenttamásszeggel együtt a kolostor birtokolta. 1246 és 1252 között itt élt IV. Béla király szentté avatott lánya, Margit. 1552-ben, Veszprém első ostromakor az apácák elmenekültek, így a kolostor pusztulásnak indult; maradványai ma Margit-romokként ismertek.

### Szenttamásszeg (Szenttamásfalva)
A Becket Tamás mártír nevét viselő városrészt, amelyről sajnos elég keveset tudunk, 1370-ben említik először. A Szentkatalinszegtől északra-északkeletre, a Temetőhegyen és annak Séd-völgyre húzódó lejtőjén helyezkedett el. Birtokosa, mint már említettük, a Szent Katalin Domonkos Apácakolostor volt. Szenttamásszeg híres volt országos vásárairól; ezek emlékét még ma is őrzi a Papvásár utca neve a Dózsaváros keleti részén.

### Sárszeg
Ennek a káptalani tulajdonban lévő városrésznek a neve valószínűleg a rajta áthaladó Séd gyakori áradásaival kapcsolatos. Területe a Séd-völgy vártól keletre eső szakaszát, valamint az efölé magasodó domboldalt (a mai Pajtakert déli és nyugati részét) foglalta magába. Nem tudunk arról, hogy a Sárszegnek lett volna plébániája, ugyanakkor hét kanonoki házzal és számos vízimalommal büszkélkedhetett. Vetési Albert veszprémi püspök (1458–1486) fürdőt, ispotályt és utóbbihoz Szűz Máriának szentelt kápolnát is építtetett a városrész területén. Ezek az épületek azonban sajnos mind elpusztultak a török háborúk során.

### Szentivánszeg
A püspök által birtokolt Szentivánszeg a mai Buhim-völgy és a Cserhát területén helyezkedett el, délre valószínűleg egészen a Fehérvár felé haladó országútig terjedt. Templomának helye nem ismeretes. Mivel ezt a városrészt a 15. században említik elsőként, korábbi történetére csak következtetni lehet. Fontos kiindulóalap például a templom védőszentjének a neve: Szent Ivánt, vagyis Keresztelő Szent Jánost a középkorban a vendéglősök és a bőrművesek védőszentjeként tartották számon, így feltételezhető, hogy a városrész lakói ezt a két foglalkozást űzhették.

## Veszprémvölgy
Az eddig említett településmagoktól elkülönülten, a Séd-völgy nyugati részén (Veszprémvölgy, Betekints-völgy) kapott helyet az 1020 körül alapított Szűz Mária Apácakolostor. Az ortodox keresztény kolostort talán I. István király hozta létre, fia, Szent Imre herceg feleségének, egy bizánci hercegnőnek a kíséretében érkező apácák számára. Ránk maradt görög nyelvű alapítólevelének 1109-es átirata, amely a Magyar Országos Levéltár legkorábbi eredeti dokumentuma.
Valószínűleg a veszprémvölgyi apácakolostorban készült az a miseruha, ami később a magyar királyok koronázási palástja lett. A – valóságtól minden bizonnyal távol álló – hagyomány szerint a palást készítésében maga Gizella királyné is részt vett.
A kolostorhoz keletelt templom tartozott, egyenes szentélyzáródással, nyugati végén négyzetes toronnyal. Később az északi falához kápolnát építettek, benne kriptával. Ezeket azonban nem sokra rá el is bontották, mert új templomot építettek a korábbitól északra, 25 méter hosszú hajóval és a nyolcszög három oldalával záródó szentéllyel.
1240 környékén, IV. Béla király kérésére az ortodox apácák helyét ciszterciek vették át. Az ő nevükhöz köthető a kolostor helyreállítása és kibővítése a 14. század végén. A zárda végül, hasonlóan a Szent Katalin Domonkos Apácakolostorhoz, 1552-ben, Veszprém török ostromakor néptelenedett el; ma már csak romjai állnak.

### Településismereti alap-irodalom
- Korompay György: Veszprém. - Műszaki Kiadó (több kiadásban, Városképek-Műemlékek sorozat), Budapest, 1957. - ETO 908_439.
- Gutheil Jenő: A középkori Veszprém vármegye - Levéltár Kiadványai 1. Veszprém, 1979.
- Dr Lukcsics P.- Dr Pfeifer J.: A veszprémi püspöki vár a katolikus restauráció korába - Egyházmegyei Könyvnyomda 1933. (Reprint 1997.: - ISBN 963 04 9513 9)
- Hungler József: A török kori Veszprém - VM. Levéltár Kiadványai 4. Veszprém, 1986. - ISBN 963-01-7246-1
- Kiss Tamás: Változások és aktualitások Veszprém városépítészetében - 1986/6. Településfejlesztés - (VÁTI Táskaszám:86 127
- Lakó István: Veszprém város ipari fejlődése a felszabadulásig - Veszprém V. Tanács JÓTANÁCS c. közlönye - Veszprém, 1983/2. p. 36-38.
- Balassa László–Kralovánszky Alán: Veszprém - (többszöri kiadás) Panoráma Kiadó (Medicina) 2006. - ISBN 963-243-923-6.
- Kiss Tamás: Az elmúlt negyven év városépítési gyakorlata (Veszprémi MUT-konferencia bev. előadása) - Városépítés 1986/6. p. 14-18. - HU ISSN 0505-0294

### További főbb településismereti irodalom
- Dr Sziklay János: Veszprém Város az irodalomban és művészetben - Kiadja: DR Óvári Ferenc felsőházi tag, Veszprém Megyei Város Díszpolgára Veszprém, 1932.
- Géczi János (szerk.): A Séd völgye Veszprémben - Kiadó: Bősze Ferenc, 2000, Veszprém - ISBN 963-440-019-1.
- Kiss Tamás: Veszprém Nyugati Séd völgy – Vadaspark - Tájak-Korok-Múzeumok sorozat 324. kötete. Veszprém 1988. - ISBN 963-555-591-1
- Kiss Tamás (szerk.): A veszprémi völgyhíd ötvenéves Az építési és történeti kutatások eredményei - Kiadó: Veszprémi Városi Tanács, 1988, Veszprém - ISBN 963-7199-16-0.
- Kiss Tamás: Veszprém Megyeház-Színház-Múzeum. Tájak-Korok-Múzeumok sorozat 369. kötete - Veszprém 1990 - ISBN 963-555-680-2
- Dr. Csiszár Miklósné (szerk.): Múltidéző - Kiadó: Eötvös Károly Megyei Könyvtár, 1999, Veszprém - ISBN 963-7199-691.
- Dr. Csiszár Miklósné (szerk.): Pillanatképek a 19. századi Veszprémből - Kiadó: Eötvös Károly Megyei Könyvtár, 2005, Veszprém - ISBN 963-9510-05-X.
- Szelényi Károly: Veszprém - Magyar Képek Kiadó, 2000, Veszprém–Budapest - ISBN 963-8210-75-3.